# Anna Blinkova
Anna Vladimirovna Blinkova (in russo Анна Владимировна Блинкова?; Mosca, 10 settembre 1998) è una tennista russa.

## Biografia
Ha vinto tre titoli ITF nel singolare e un titolo WTA e undici titoli ITF nel doppio nella sua carriera.
Anna Blinkova è stata finalista al Torneo di Wimbledon 2015 juniores nel singolare ragazze ed è stata giocatrice juniores numero tre del mondo nell'agosto del 2015.

## Carriera

### 2015: inizi, vittore nel doppio ITF, debutto WTA
Debutta nel circuito ITF a 17 anni al torneo di El Kantaoui, dove raggiunge il secondo turno in singolare, mentre in doppio vince il titolo con Tessah Andrianjafitrmo. Nello stesso anno tenta la qualificazione al torneo WTA di Mosca, ma perde al secondo turno di qualificazione. Ad inizio novembre debutta subito nel circuito WTA, partecipando al WTA 125s di Limoges, dove però perde subito al primo turno.

### 2016: altri titoli ITF
In apertura d'anno sbaraglia tutti al torneo ITF di Stoccarda-Stammheim, dove vince il titolo ITF nel singolare e nel doppio. Al torneo di Andrézieux-Bouthéon raggiunge la semifinale in singolare e successivamente a Trnava si ferma in semifinale nel doppio. A metà aprile perde al primo turno al torneo WTA di Rabat e ad inizio maggio raggiunge la semifinale in doppio con Rebecca Šramková al torneo ITF di Trnava. Si distingue poi nel torneo ITF di Imola, dove perde la semifinale contro Veronika Kudermetova, e a metà agosto vince il secondo titolo in singolare al torneo ITF di Middelkerke. A fine agosto invece perde la finale in singolare contro Viktorija Kamenskaja. Verso la fine dell'anno partecipa al torneo WTA di Mosca e ottiene la prima vittoria in un torneo WTA, ma poi si arrende nel secondo turno; al torneo di Minsk, invece, raggiunge la semifinale in entrambi i tabelloni. In chiusura d'anno ottiene il titolo al torneo ITF di Ankara nel doppio.

### 2017: i primi multipli titoli nel doppio ITF
L'anno incomincia con il tentativo di qualificazione al torneo WTA di Auckland, dover però si ferma al secondo turno di qualificazione; partecipa per la prima volta ad uno slam, gli Australian Open, e batte al primo turno Monica Niculescu per poi arrendersi a Karolína Plíšková. A fine gennaio raggiunge la finale in singolare al torneo ITF di Grenoble ma perde contro Markéta Vondroušová. Dopo aver partecipato alla Fed Cup per la Russia, al torneo WTA di Budapest raggiunge il secondo turno in singolare e il primo turno in doppio. A fine aprile raggiunge la semifinale al torneo ITF di Tunisi con An-Sophie Mestach. Maggio inizia con il torneo di Rabat, dove raggiunge i quarti in doppio; in seguito si ferma in semifinale in doppio al torneo ITF di Cagnes-sur-Mer con Cornelia Lister e al Roland Garros perde nell'ultimo turno di qualificazione. Ad inizio giugno raggiunge un'ennesima semifinale in doppio al torneo ITF di Surbiton, mentre verso fine giugno torna a vincere in doppio al torneo ITF di Ilkley con Alla Kudrjavceva. A Wimbledon perde nell'ultimo turno di qualificazione, mentre agli US Open perde al primo turno contro Elena Vesnina. A metà settembre vince il quinto titolo ITF in doppio con Veronika Kudermetova al torneo di San Pietroburgo. Chiude l'anno con i quarti di finale raggiunge al torneo ITF di Nantes e al torneo WTA 125s di Limoges.

### 2018: primo titolo WTA in doppio, altri nei tornei ITF
Ad inizio anno raggiunge subito la semifinale in doppio al torneo WTA di Shenzhen con Nicola Geuer, mentre agli Australian Open perde subito nel primo turno. In seguito ottiene un terzo turno al torneo WTA di Doha e vince ancora in doppio al torneo ITF di Zhuhai. Al torneo ITF di Shenzhen raggiunge la semifinale in singolare e poi vince il torneo ITF di Croissy-Beaubourg per ritiro dell'avversaria Karolína Muchová. Ad inizio maggio vince il primo titolo WTA in doppio a Rabat con Ioana Raluca Olaru e in seguito si arrende in semifinale al torneo ITF di Trnava. Al Roland Garros partecipa solo nel doppio e perde al primo turno in doppio, mentre agli US Open partecipa solo in singolare e perde al primo turno. Al torneo WTA 125s di Chicago raggiunge i quarti di finale in singolare. In chiusura d'anno vince il titolo ITF nel oppio al torno di Poitiers e raggiunge i quarti in singolare al torneo WTA 125S di Limoges.

### 2019: trionfo nel WTA 125k di New Haven in singolare e doppio, diversi titoli ITF in doppio
L'anno si inizia con il secondo turno in singolare nel torneo di Hobart; allo slam australiano perde subito nel primo turno. In seguito perde la finale di doppio al torneo WTA di Hua Hin con Wang Yafan contro la coppia rumena Begu/Niculescu, mentre a Budapest si ferma in semifinale con Anastasija Potapova. A Stoccarda perde la semifinale in doppio, ma subito dopo vince il titolo ITF in doppio a Wiesbaden. La settimana successiva vince il titolo ITF in doppio a Cagnes-sur-Mer, poi al torneo di Trnava, dove perde la finale in singolare. Al Roland Garros perde al terzo turno contro Madison Keys e poi ottiene la semifinale in doppio al torneo ITF di Ilkley. A Wimbledon perde al terzo turno in doppio con Wang Yafan.
In Agosto raggiunge i quarti di finale al Bronx Open, nei successivi US Open esce al primo turno contro la campionessa uscente Naomi Osaka. Si rifà nel WTA 125k di New Haven in cui trionfa battendo in finale la statunitense Usue Maitane Arconada per 6–4, 6–2 nel singolare, e raddoppia il successo nel doppio in coppia con la georgiana Oksana Kalašnikova battendo di nuovo Arconada che faceva coppia con la connazionale Jamie Loeb col punteggio di 6–2, 4–6, [10–4]. Conclude l'anno perdendo due semifinali una dopo l'altra, a Guangzhou e al Luxembourg Open, dalle future vincitrici del torneo, rispettivamente Sofia Kenin e Jeļena Ostapenko.

### 2020: prima vittoria contro top10, semifinale nel doppio all'US Open
Inizia l'anno con una vittoria su una top10, la prima della sua carriera, battendo Belinda Bencic al primo turno dello Shenzhen Open. Fa solo secondo turno ai successivi Australian Open. Dopo una trasferta infruttuosa in Medio Oriente, giunge alla semifinale del doppio nel WTA 125k di Indian Wells in coppia con Christina McHale dalla futura coppia vincitrice, Muhammad/Townsend. Al rientro dopo la pausa dovuta alla pandemia di Coronavirus replica il risultato con Vera Zvonarëva a Lexington. Dopo aver raggiunto i quarti di finale a Cincinnati con Veronika Kudermetova, la coppia russa conquista le semifinali del doppio nello US Open  perdendo ancora dalle eventuali trionfatrici, la coppia Siegemund/Zvonarëva. Successivamente si spinge fino agli ottavi nell'edizione autunnale degli Internazionali d'Italia disputati contro la ceca Karolina Plíšková, n. 4 al mondo.

### 2021: declino in singolare, qualche spunto nel doppio
Inizio d'anno negativo costellato da una serie di sconfitte ai primi turni. Nel doppiogioco le semifinale del Gippsland Trophy con Veronika Kudermetova. Cambiando partner, insieme all'altra russa Anastasija Potapova gioca i successivi Phillip Island Trophy, spingendosi fino alla finale in cui perdono dalla coppia Raina/Rachimova. Si riprende solo a fine della stagione sul rosso del WTA 125 di Bol dove giunge alla semifinale persa da Jasmine Paolini. A Wimbledon perde al secondo turno dall'eventuale vincitrice e n. 1 al mondo, Ashleigh Barty. Stesso risultato nell'unica edizione disputata del WTA 125 Serbia Challenger Open di Belgrado dove incontra ai quarti la futura vincitrice Anna Karolína Schmiedlová. Nel doppio raggiunge raggiunge le semifinali del Western & Southern Open insieme a Aljaksandra Sasnovič.

### 2022: ripresa, diversi tornei ITF, primo torneo WTA singolare, finale nel doppio WTA
Dopo un inizio deludente in terra oceanica, disputa in Francia la sua prima finale stagionale del torneo ITF W60 di Andrézieux-Bouthéon, dopo due anni dall'ultima volta nello stesso torneo, battendo nel suo percorso una top100 Océane Dodin, per la prima volta dall'agosto 2021, prima di perdere dalla vincitrice del torneo Ana Bogdan. Ad esso seguono altre due finali ITF della stessa categoria Open de l'Isère persa contro Katie Boulter e quella di Le Havre contro Tamara Korpatsch, per poi fermarsi alla semifinale del 
W60 Bellinzona, prima di raggiungere un'altra finale, questa volta di categoria superiore, WTA 125, a Saint-Malo contro Haddad Maia. Trionfa in coppia con Simona Waltert nel doppio dell'ITF W60, NYJTL Bronx Open, e diventa finalista nel torneo WTA 250 di Chennai disputato in coppia con la georgiana Natela Dzalamidze. Ha vinto successivamente il torneo WTA 250 di Cluj-Napoca, il primo del circuito WTA battendo in semifinale Anastasija Potapova e nella finale Jasmine Paolini con il punteggio di 6–2, 3–6, 6–2. Conclude l'anno a Limoges arrivando a giocare la semifinale contro Anhelina Kalinina.

### 2023: 2° finale WTA, terzo turno al Roland Garros e Wimbledon, best ranking in singolare
Inizia la stagione con un secondo turno all'ASB Classic (WTA). Partecipa quindi a Hobart, iscrivendosi alle qualificazioni, batte quindi 5 avversarie di fila senza perdere un set, fino alle semifinali dove viene fermata da Lauren Davis in due set. Dopo una lunga serie di secondi turni post-trasferta oceanica, all'Internazionale di Strasburgo ripete e migliora il suo risultato d'inizio anno arrivando in finale contro Elina Svitolina (persa in due set), la stessa ucraina che la fermerà anche ai successivi sedicesimi dell'Open di Francia, dopo la vittoria al turno precedente contro la top-10 Garcia. Nella stagione su erba, dopo una grigia apparenza a Berlino, raggiunge il terzo turno sia a Bad Homburg che a Wimbledon, fermata nel primo caso da Świątek, e da Sabalenka nello Slam londinese. Il periodo di risultati positivi l'hanno portata a raggiungere il suo best ranking nel singolare alla posizione n.34 in agosto. Dopo un'estate magra di risultati e colma di uscite al primo turno, si riprende raggiungendo due semifinali nella parte finale della stagione ad Hong Kong, dove cede a Fernandez e a Limoges, dove si arrende a Bucșa.

### 2024: record nel tie-break, prima vittoria contro una top3
Partecipa all'Australian Open, dove al secondo turno supera la finalista in carica, nonché la n°3 del mondo Elena Rybakina, in un incontro passato alla storia del tennis per via del tie-break più lungo mai giocato in un Grande Slam (di ben 42 punti), che ha consegnato la vittoria alla russa per 6-4 4-6 7–6(20). Al terzo turno, Blinkova cede il passo a Jasmine Paolini. Al WTA 500 di San Diego esce ai quarti di finale contro Jessica Pegula in tre set. A Indian Wells viene eliminata al terzo turno da Diane Parry, dopo aver eliminato Karolína Plíšková e la stessa Pegula (6-2, 3-6, 6-3) al momento n°5 del ranking. Dopo una serie di primi turni e un secondo turno agli Internazionali d'Italia, non fa di meglio al secondo Slam dell'anno, l'Open di Francia, dove esce al secondo atto contro Elina Avanesjan (3-6, 0-6).

## Statistiche WTA

### Singolare

#### Vittorie (1)
| Legenda              |
| -------------------- |
| Grande Slam (0)      |
| Ori Olimpici (0)     |
| WTA Finals (0)       |
| WTA Elite Trophy (0) |
| Dal 2021             |
| WTA 1000 (0)         |
| WTA 500 (0)          |
| WTA 250 (1)          |

| N. | Data            | Torneo                         | Superficie  | Avversaria in finale | Punteggio     |
| 1. | 16 ottobre 2022 | Transylvania Open, Cluj-Napoca | Cemento (i) | Jasmine Paolini      | 6–2, 3–6, 6–2 |

#### Sconfitte (1)
| Legenda              |
| -------------------- |
| Grande Slam (0)      |
| Argenti Olimpici (0) |
| WTA Finals (0)       |
| WTA Elite Trophy (0) |
| Dal 2021             |
| WTA 1000 (0)         |
| WTA 500 (0)          |
| WTA 250 (1)          |

| N. | Data           | Torneo                                   | Superficie  | Avversaria in finale | Punteggio |
| 1. | 27 maggio 2023 | Internationaux de Strasbourg, Strasburgo | Terra rossa | Elina Svitolina      | 2–6, 3–6  |

### Doppio

#### Vittorie (3)
| Legenda               | Legenda      |
| --------------------- | ------------ |
| Grande Slam (0)       |              |
| Ori Olimpici (0)      |              |
| WTA Finals (0)        |              |
| WTA Elite Trophy (0)  |              |
| Dal 2009 al 2020      | Dal 2021     |
| Premier Mandatory (0) | WTA 1000 (0) |
| Premier 5 (0)         | WTA 1000 (0) |
| Premier (0)           | WTA 500 (0)  |
| International (1)     | WTA 250 (2)  |

| N. | Data              | Torneo                | Superficie  | Compagna     | Avversarie in finale                | Punteggio        |
| 1. | 4 maggio 2018     | Marocco Open, Rabat   | Terra rossa | Raluca Olaru | Georgina García Pérez Fanny Stollár | 6–4, 6–4         |
| 2. | 14 settembre 2024 | Jasmin Open, Monastir | Cemento     | Mayar Sherif | Alina Korneeva Anastasija Zacharova | 2-6, 6-1, [10-8] |
| 3. | 2 marzo 2025      | ATX Open, Austin      | Cemento     | Yuan Yue     | McCartney Kessler Zhang Shuai       | 3-6, 6-1, [10-4] |

#### Sconfitte (3)
| Legenda               | Legenda      |
| --------------------- | ------------ |
| Grande Slam (0)       |              |
| Argenti Olimpici (0)  |              |
| WTA Finals (0)        |              |
| WTA Elite Trophy (0)  |              |
| Dal 2009 al 2020      | Dal 2021     |
| Premier Mandatory (0) | WTA 1000 (0) |
| Premier 5 (0)         | WTA 1000 (0) |
| Premier (0)           | WTA 500 (0)  |
| International (1)     | WTA 250 (2)  |

| N. | Data              | Torneo                           | Superficie | Compagna            | Avversarie in finale                | Punteggio         |
| 1. | 3 febbraio 2019   | Thailand Open, Hua Hin           | Cemento    | Wang Yafan          | Irina-Camelia Begu Monica Niculescu | 6–2, 1–6, [10–12] |
| 2. | 19 febbraio 2021  | Phillip Island Trophy, Melbourne | Cemento    | Anastasija Potapova | Ankita Raina Kamilla Rachimova      | 6–2, 4–6, [7–10]  |
| 3. | 18 settembre 2022 | Chennai Open, Chennai            | Cemento    | Natela Dzalamidze   | Gabriela Dabrowski Luisa Stefani    | 1–6, 2–6          |

## Circuito WTA 125

### Singolare

#### Vittorie (1)
| N. | Data             | Torneo                          | Superficie | Avversaria in finale  | Punteggio |
| 1. | 8 settembre 2019 | New Haven Challenger, New Haven | Cemento    | Usue Maitane Arconada | 6–4, 6–2  |

#### Sconfitte (2)
| N. | Data            | Torneo                            | Superficie  | Avversaria in finale | Punteggio     |
| 1. | 8 maggio 2022   | Open 35 de Saint-Malo, Saint-Malo | Terra rossa | Beatriz Haddad Maia  | 6(3)–7, 3–6   |
| 2. | 26 ottobre 2024 | Abierto Tampico, Tampico          | Cemento     | Marina Stakusic      | 4-6, 6-2, 4-6 |

### Doppio

#### Vittorie (1)
| N. | Data             | Torneo                          | Superficie | Compagna           | Avversarie in finale             | Punteggio        |
| 1. | 7 settembre 2019 | New Haven Challenger, New Haven | Cemento    | Oksana Kalašnikova | Usue Maitane Arconada Jamie Loeb | 6–2, 4–6, [10–4] |

## Statistiche ITF

### Singolare

#### Vittorie (4)
| Torneo $100.000 (1) |
| Torneo $80.000 (0)  |
| Torneo $75.000 (0)  |
| Torneo $60.000 (1)  |
| Torneo $50.000 (0)  |
| Torneo $25.000 (1)  |
| Torneo $15.000 (0)  |
| Torneo $10.000 (1)  |

| N. | Data            | Torneo                                    | Superficie  | Avversaria in finale       | Punteggio        |
| 1. | 17 gennaio 2016 | Südwestbank-Cup, Stoccarda                | Cemento (i) | Valentini Grammatikopoulou | 7–6(4), 2–6, 6–2 |
| 2. | 21 agosto 2016  | Servimat Open, Fiandre                    | Cemento     | Valentini Grammatikopoulou | 7–5, 6–2         |
| 3. | 31 marzo 2018   | Open de Seine-et-Marne, Croissy-Beaubourg | Cemento (i) | Karolína Muchová           | w/o              |
| 4. | 20 ottobre 2024 | Macon Tennis Classic, Macon               | Cemento     | Ann Li                     | 2-6, 6-2, 7-6(4) |

#### Sconfitte (6)
| Torneo $100.000 (1) |
| Torneo $80.000 (0)  |
| Torneo $75.000 (0)  |
| Torneo $60.000 (2)  |
| Torneo $50.000 (0)  |
| Torneo $25.000 (3)  |
| Torneo $15.000 (0)  |
| Torneo $10.000 (0)  |

| N. | Data             | Torneo                                           | Superficie      | Avversaria in finale | Punteggio           |
| 1. | 4 settembre 2016 | Almaty Womens, Almaty                            | Terra rossa     | Viktorija Kamenskaja | 6–1, 3–6, 2–6       |
| 2. | 5 febbraio 2017  | Open GDF Suez De L'Isere, Grenoble               | Cemento (i)     | Markéta Vondroušová  | 5–7, 4–6            |
| 3. | 19 maggio 2019   | Empire Slovak Open, Trnava                       | Terra rossa     | Bernarda Pera        | 5–7, 5–7            |
| 4. | 30 gennaio 2022  | Open Andrézieux-Bouthéon 42, Andrézieux-Bouthéon | Cemento (i)     | Ana Bogdan           | 5–7, 3–6            |
| 5. | 13 febbraio 2022 | Engie Open de l'Isère, Grenoble                  | Cemento (i)     | Katie Boulter        | 6(2)–7, 7–6(6), 2–6 |
| 6. | 27 marzo 2022    | Open du Havre, Le Havre                          | Terra rossa (i) | Tamara Korpatsch     | 6–3, 2–6, 2–6       |

### Doppio

#### Vittorie (11)
| Torneo $100.000 (3) |
| Torneo $80.000 (2)  |
| Torneo $75.000 (0)  |
| Torneo $60.000 (3)  |
| Torneo $50.000 (1)  |
| Torneo $25.000 (0)  |
| Torneo $15.000 (0)  |
| Torneo $10.000 (2)  |

| N.  | Data              | Torneo                                                 | Superficie  | Compagna                | Avversaria in finale                  | Punteggio         |
| 1.  | 22 febbraio 2015  | ITF Women's Circuit El Kantaoui, El Kantaoui           | Cemento     | Tessah Andrianjafitrimo | Arabela Fernández Rabener Eva Wacanno | 6–4, 6–0          |
| 2.  | 17 gennaio 2016   | Südwestbank-Cup, Stoccarda                             | Cemento (i) | Marija Marfutina        | Laura Schaeder Anna Zaja              | 0–6, 6–4, [10–8]  |
| 3.  | 24 dicembre 2016  | Ankara Cup, Ankara                                     | Cemento (i) | Lidzija Marozava        | Sabina Sharipova Ekaterina Jašina     | 4–6, 6–3, [11–9]  |
| 4.  | 24 giugno 2017    | Aegon Ilkley Trophy, Ilkley                            | Erba        | Alla Kudrjavceva        | Paula Kania Maryna Zanevs'ka          | 6–1, 6–4          |
| 5.  | 23 settembre 2017 | Neva Cup, San Pietroburgo                              | Cemento (i) | Veronika Kudermetova    | Belinda Bencic Michaela Hončová       | 6–3, 6–1          |
| 6.  | 10 marzo 2018     | Zhuhai Open, Zhuhai                                    | Cemento     | Lesley Kerkhove         | Nao Hibino Danka Kovinić              | 7–5, 6–4          |
| 7.  | 28 ottobre 2018   | Internationaux Féminins de la Vienne, Poitiers         | Cemento (i) | Aleksandra Panova       | Viktorija Golubic Arantxa Rus         | 6–1, 6–1          |
| 8.  | 4 maggio 2019     | Wiesbaden Tennis Open, Wiesbaden                       | Terra rossa | Yanina Wickmayer        | Jaimee Fourlis Kathinka von Deichmann | 6–3, 4–6, [10–3]  |
| 9.  | 12 maggio 2019    | Open de Cagnes-sur-Mer Alpes-Maritimes, Cagnes-sur-Mer | Terra rossa | Xenia Knoll             | Beatriz Haddad Maia Luisa Stefani     | 4–6, 6–2, [14–12] |
| 10. | 19 maggio 2019    | Empire Slovak Open Trnava                              | Terra rossa | Xenia Knoll             | Cornelia Lister Renata Voráčová       | 7–5, 7–5          |
| 11. | 20 agosto 2022    | NYJTL Bronx Open, The Bronx                            | Cemento     | Simona Waltert          | Han Na-lae Hiroko Kuwata              | 6–3, 6–3          |

## Grand Slam Junior

### Singolare

#### Sconfitte (1)
| Tornei del Grande Slam  |
| ----------------------- |
| Australian Open (0)     |
| Open di Francia (0)     |
| Torneo di Wimbledon (1) |
| US Open (0)             |

| N. | Data           | Torneo                      | Superficie | Avversaria in finale | Punteggio |
| 1. | 11 luglio 2015 | Torneo di Wimbledon, Londra | Erba       | Sof'ja Žuk           | 5–7, 4–6  |

## Risultati in progressione
| Sigla | Risultato               |
| ----- | ----------------------- |
| V     | Vincitore               |
| F     | Finalista               |
| SF    | Semifinalista           |
| O     | Oro olimpico            |
| A     | Argento olimpico        |
| SF    | Bronzo olimpico         |
| QF    | Quarti di Finale        |
| 4T    | Quarto turno            |
| 3T    | Terzo turno             |
| 2T    | Secondo turno           |
| 1T    | Primo turno             |
| RR    | Round Robin             |
| LQ    | Turno di qualificazione |
| A     | Assente                 |
| ND    | Non disputato           |

| Legenda superfici    |
| -------------------- |
| Cemento              |
| Terra battuta        |
| Erba                 |
| Superficie variabile |

### Singolare
| Tornei del Grande Slam |     |     |     |     |     |     |     |       |
| Australian Open        | 2T  | 1T  | 1T  | 2T  | 1T  | Q1  | 1T  | 2–6   |
| Open di Francia        | Q3  | Q2  | 3T  | 1T  | 1T  | Q1  | 3T  | 4–5   |
| Wimbledon              | 1T  | 2T  | Q3  | ND  | 2T  | A   | 3T  | 4–4   |
| US Open                | 1T  | 1T  | 1T  | 1T  | 1T  | Q2  | 1T  | 0–6   |
| Vittorie-sconfitte     | 1–3 | 1–3 | 2–3 | 1-3 | 1-4 | 0-0 | 4-4 | 10–21 |

### Doppio
| Tornei del Grande Slam |     |     |     |     |     |     |      |
| Australian Open        | A   | A   | 1T  | 1T  | 1T  | 1T  | 0–4  |
| Open di Francia        | 1T  | A   | 1T  | 1T  | 1T  | 1T  | 0–5  |
| Wimbledon              | 1T  | 3T  | ND  | 2T  | A   | 1T  | 3-4  |
| US Open                | A   | 1T  | SF  | A   | A   | 1T  | 3–3  |
| Vittorie-sconfitte     | 0–2 | 2–1 | 3-3 | 1-3 | 0-2 | 0-4 | 6–16 |

## Vittorie contro giocatrici Top 10
| Stagione | 2020 | 2021 | 2022 | 2023 | 2024 | Totale |
| Vittorie | 1    | 0    | 0    | 1    | 3    | 5      |

| #    | Giocatrice      | Ranking | Evento                          | Superficie  | Turno | Punteggio         | Rank. ABR |
| ---- | --------------- | ------- | ------------------------------- | ----------- | ----- | ----------------- | --------- |
| 2020 |                 |         |                                 |             |       |                   |           |
| 1.   | Belinda Bencic  | 8       | Shenzhen Open, Shenzhen         | Cemento     | 1T    | 3–6, 6–3, 6–3     | 58        |
| 2023 |                 |         |                                 |             |       |                   |           |
| 2.   | Caroline Garcia | 5       | Open di Francia, Parigi         | Terra rossa | 2T    | 4–6, 6–3, 7–5     | 56        |
| 2024 |                 |         |                                 |             |       |                   |           |
| 3.   | Elena Rybakina  | 3       | Australian Open, Melbourne      | Cemento     | 2T    | 6–4, 4–6, 7–6(20) | 57        |
| 4.   | Jessica Pegula  | 5       | Indian Wells Open, Indian Wells | Cemento     | 2T    | 6-2, 3-6, 6-3     | 45        |
| 5.   | Emma Navarro    | 8       | Hong Kong Tennis 125, Hong Kong | Cemento     | QF    | 6-4, 6-3          | 78        |